# Alimentació a l'imperi mongol
L'alimentació a l'imperi mongol es va dividir en dos grups diferents d'aliments, «aliments vermells» i «aliments blancs». Els aliments blancs eren per regla general els productes lactis i la principal font d'aliment durant l'estiu. La part principal de la seva dieta era el kumis o llet fermentada d'euga. Els mongols rara vegada bevia llet fresca, però sovint s'utilitzava per crear d'altres aliments, com el formatge i el iogurt. Els aliments vermells en general eren la carn i la principal font alimentària durant l'hivern, es cuinava bullida i servida amb ceba o all silvestre.
Els mongols tenien una forma única de sacrificar els seus animals per obtenir carn. L'animal es col·locava sobre la seva esquena i era subjectat. Aleshores el carnisser obria el seu pit i esquinçava l'aorta, el que causava una hemorràgia interna mortal. Els animals eren sacrificats d'aquesta manera perquè així mantindrien tota la sang en l'interior de la carcassa. Una vegada que tots els òrgans interns serien retirats, la sang es drenava enfora i s'utilitzava per a salsitxes.
També caçaven animals com a part del seu aliment, incloent conills, cérvols, senglars, i també rosegadors salvatges com a esquirols i marmotes. Durant l'hivern, també es practica la pesca en el gel. Rara vegada sacrificaven animals durant l'estiu, però si algun animal moria per causes naturals ho conservaven amb cura. Això ho feien tallant la carn en tires i després deixar-la assecar pel sol i el vent. Durant l'hivern les ovelles van ser l'únic animal domèstic sacrificat, però els cavalls també ho eren de tant en tant per a les cerimònies.
L'etiqueta de dinar només existia durant les grans reunions i cerimònies. El menjar, en general de carn, es tallava a trossos petits. Els hostes se servien la seva carn en broquetes i l'amfitrió determinava l'ordre de servir-se. Les persones de diferents classes socials se'ls assignaven diferents parts de la carn, això era responsabilitat del servidor o els ba'*urchis saber qui pertanyia a cada classe social. La carn es menjava amb els dits i el greix es netejava en el terra o en la roba.
El producte que més s'importava era el licor el més popular va ser el vi d'arròs xinès i el vi d'raïm de Turquestan. A Genguis Kan li va ser presentat per primera vegada el vi d'raïm el 1204, però el va descartar com perillosament fort. L'embriaguesa era comuna en les festes i reunions junt amb el cant i el ball després del consum d'alcohol. A causa de les influències de l'Orient Mitjà, els fideus van començar a formar part dels aliments del poble mongol. Les espècies com el cardamom i d'altres aliments com els cigrons i les llavors de fenigrec també es va convertir en part de la dieta a causa d'influències externes.